# Salze triandre
El salze triandre (Salix triandra) és un arbust de la família de les salicàcies. També rep el nom de sarga blanca, saule, sàlic o vimenera.

## Descripció
És un arbust de 2 a 6 metres d'alçada. Té les branques joves, llargues i primes (vímets).
Les seves fulles són estretes, lanceolades, de 5 a 8 cm de llargada i 2 cm d'amplada. Tenen el marge serrat i són acabades en punta. Són glabres, sèssils o amb pecíol molt curt.
Les flors són petites. Tant les masculines com les femenines tenen 3 estams, que surten de les axil·les d'una bràctea. Es disposen en aments prims i cilíndrics, sostinguts per un peduncle d'uns 2 cm; els masculins tenen més flors que els femenins. Tant les flors com les fulles apareixen a la vegada. La floració té lloc entre els mesos d'abril i maig.
El fruit és una càpsula glabra. Té les llavors guarnides amb pèls sedosos per facilitar-ne la dispersió.

## Distribució i hàbitat
És una planta que es distribueix en zones de salzedes per tota la regió eurosiberiana.
A Catalunya es pot trobar en salzedes de zones de terra baixa, alzinars típics i alzinars continentals. Creix entre els 0 i els 1.400 metres d'altitud.

## Etimologia
El nom triandre prové del grec: tri-, que significa "tres"; i anér, andrós, que significa "home". Això és degut al fet que les flors tenen 3 estams.